# Zhang Yi
Zhang Yi (167 - 230) est un diplomate et un personnage du roman Histoire des Trois Royaumes. Il servit Liu Zhang. Il fut envoyé pour contrer l'attaque de Zhang Fei pendant l'invasion de Liu Bei, mais il perdit. Plus tard, il fut envoyé par Liu Zhang à Liu Bei en tant qu'émissaire pour négocier des limites de leur reddition. Liu Bei accepta de traiter Liu Zhang avec la convenance, et d'être aimable avec la foule. Après que Liu Bei consentit à l'accord, Zhang Yi fut fait grand administrateur de Ba, et, plus tard, nommé surveillant de la fabrication d'armes. Pendant ce temps, il y eut, dans le sud de Yizhou, une rébellion dirigée par Yong Kai, chef local respecté qui s'était allié avec Sun Quan. Zang Yi fut nommé Grand Administrateur de Yizhou et envoyé pour manipuler la rébellion, mais fut capturé par Yong Kai, qui l'envoya à Sun Quan. Après la mort de Liu Bei, Zhuge Liang envoya Deng Zhi au Wu pour négocier le retour de Zhang Yi, qui résidé au Wu depuis des années et avait maintenant 58 ans. Il s'est avéré, cependant, que Zhang Yi s'était déjà échappé et s'était caché. Après qu'il fut arrivé au Shu, Zhuge Liang le nomma aide-de-camp. Quand Zhuge Liang alla à Hanzhong, Zhang Yi est resta travailler dans le cabinet du Premier Ministre. L'année suivante, il alla au nord saluer Zhuge Liang, et fut vu par des centaines de personnes. Par la suite, il fut fait général des Han. Il mourut en 230, et son fils, Zhang Miao, hérita de sa position.